# Finishing Touches
Finishing Touches (deutsch „Feinschliff“) ist ein Jazzalbum des Dom Minasi Trios. Die am 22. und 23. Februar 1999 in The Spirit Room, Rossie, New York, entstandenen Aufnahmen erschienen 1999 auf CIMP.

## Hintergrund
In den 1970er-Jahren hatte der Gitarrist Dom Minasi einige Gruppen geleitet, mit denen er auf dem Label Blue Note Records (nachdem es von United Artists aufgekauft wurde und in künstlerischer Hinsicht größtenteils die Orientierung verloren hatte) zwei Alben einspielte, When Joanna Loved Me (1974) und I Have the Feeling I've Been Here Before (1975). Seitdem war Minasi weitgehend von der Bildfläche verschwunden; 1994 wirkte er bei einem Album des Michael Jefry Stevens/Dominic Duval Quintet mit, 1999 bei Explorations for Barbara, ein Album des Tubisten und Bassisten Ron Smith. Für die Comeback-Aufnahme Anfang 1999 unter eigenem Namen wurde der Gitarrist von dem Schlagzeuger Jay Rosen (einer der Hauptstützen des zu dieser Zeit expandierenden CIMP-Labels) und dem Bassisten Michael Bocchicchio begleitet. Wie auch bei seinen in den 2000er-Jahren folgenden Alben spielte er neben eigenen Kompositionen wie Reihe von Standards wie „Angel Eyes“, „All the Things You Are“ und „You’d Be So Nice to Come Home To“.

## Titelliste
- Dom Minasi: Finishing Touches ()[2]

1. Angel Eyes (Earl Brent, Matt Dennis) 11:19
2. In a Quarter Tone 8:27
3. Ode to Eric 9:33
4. All the Things You Are (Jerome David Kern, Oscar Hammerstein  II) 8:01
5. Ballad for Carol 11:06
6. Calypso in the Fourth Dimension 6:47
7. Bass Relief 7:10
8. You’d Be So Nice to Come Home To (Cole Porter) 11:07

Wenn nicht anders vermerkt, stammen die Kompositionen von Dom Minasi.

## Rezeption
Es scheine, dass der Gitarrist bei seiner Rückkehr in die Jazzszene seinen Horizont erweitert und einen Weg eingeschlagen habe, der ihn abseits der ausgetretenen Pfade führe, schrieb Steve Loewy, der dem Album in Allmusic vier Sterne verlieh. Er werde begleitet von Schlagzeuger Jay Rosen und Bassist Michael Bocchicchio unterstützt, dessen kraftvoller Bass oft im Rampenlicht stehe. Die drei Standards („You’d Be So Nice to Come Home To“, „All the Things You Are“ und „Angel Eyes“) seien lohnenswert, weil Minasi sie sanft untergräbt, insbesondere das erste. Die anderen Stücke wurden von ihm geschrieben und kommen mit der launischen Akustikgitarre von Minasi gut zur Geltung.
Nach Ansicht von Derek Taylor, der das Album in All About Jazz rezensierte, haben ihm die dazwischen liegenden Jahrzehnte des Schweigens gute Dienste geleistet, um seine beeindruckende Gitarrentechnik zu verfeinern. Vielleicht liege es an der Einbeziehung mehrerer Standards und an der Anwesenheit von Bocchicchios geschmeidigem Bass, aber Minasis Arbeit sei hier weniger aggressiv und wild als die Seite, die er bei Blaise Siwulas Album Dialing Privileges (1999) zeige, obwohl dies angesichts seiner üblichen Schnelligkeit auf den Saiten ein relativer Vergleich ist. Während des gesamten Programms löse er verworrene Linien in stetigen metallischen Kaskaden auf. Selbst bei dem aufgeheizten, fieberhaften Tempo, das er sich selbst vorgebe, blieben seine kompakten Bündel von Tönen und schimmernden Arpeggio-Ausbrüche intakt und drängten seine Partner aus einer subtilen rhythmischen Rolle. Bocchicchio und Rosen freuten sich über die Ermutigung und bauten gestaffelte Energieströme auf, die selbst Minasis hektischste Saiten-drehende Improvisationen unterstützten.
Vorbehalte zur Triosession mit Minasi als Bandleader äußerte Jim Ferguson in JazzTimes. Obwohl der Gesamtsound viel zu wünschen übrig lasse und unerträgliche Einlagen des in der Abmischung viel zu aufdringlichen Schlagzeugers Jay Rosen enthalte, würde Minasi jede Menge Geschick und eine Vorliebe für skurrile Phrasierung beweisen.